# Émile Brunet (sculpteur)
Pour les articles homonymes, voir Brunet et Émile Brunet.
Émile Brunet, aussi connu sous le nom de Joseph-Émile Brunet (Huntingdon, 1893 - Montréal, 1977), est un sculpteur québécois. Il a signé quelque 200 monuments.

## Biographie
Émile Brunet est né à Huntingdon dans une famille de fabricants de monuments funéraires dont l'entreprise de son oncle Joseph était située près du cimetière Notre-Dame-des-Neiges.
Après avoir étudié à l'école des arts du Monument-National, il reçoit, à 19 ans, une première commande : le monument aux Patriotes de Saint-Denis-sur-Richelieu. En 1917, il devient assistant du décorateur du nouveau parlement du Canada à Ottawa, Bonnor.

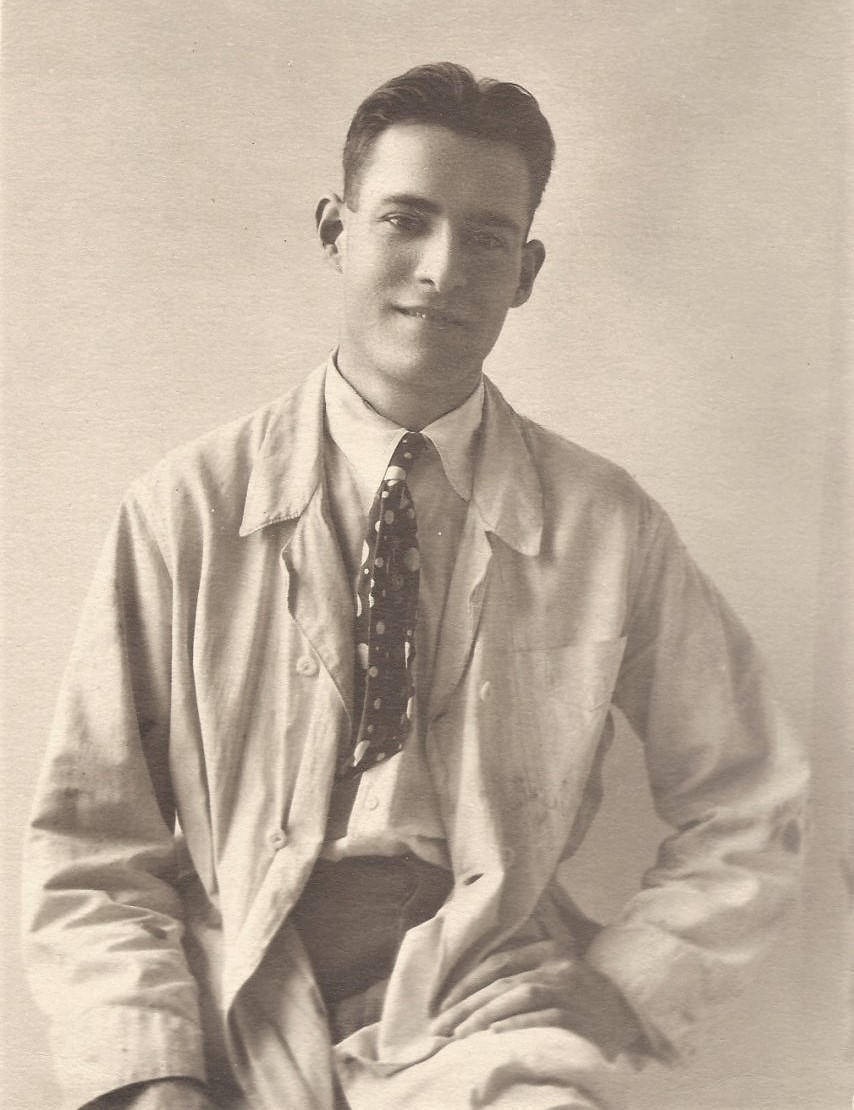
Vers 1913.
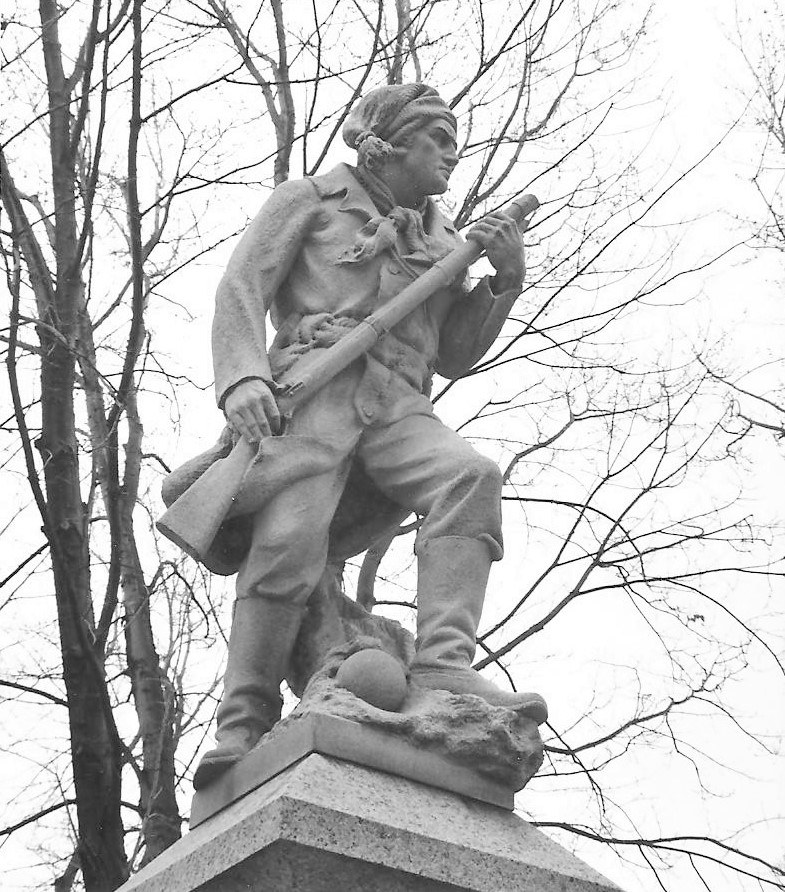
Patriotes.
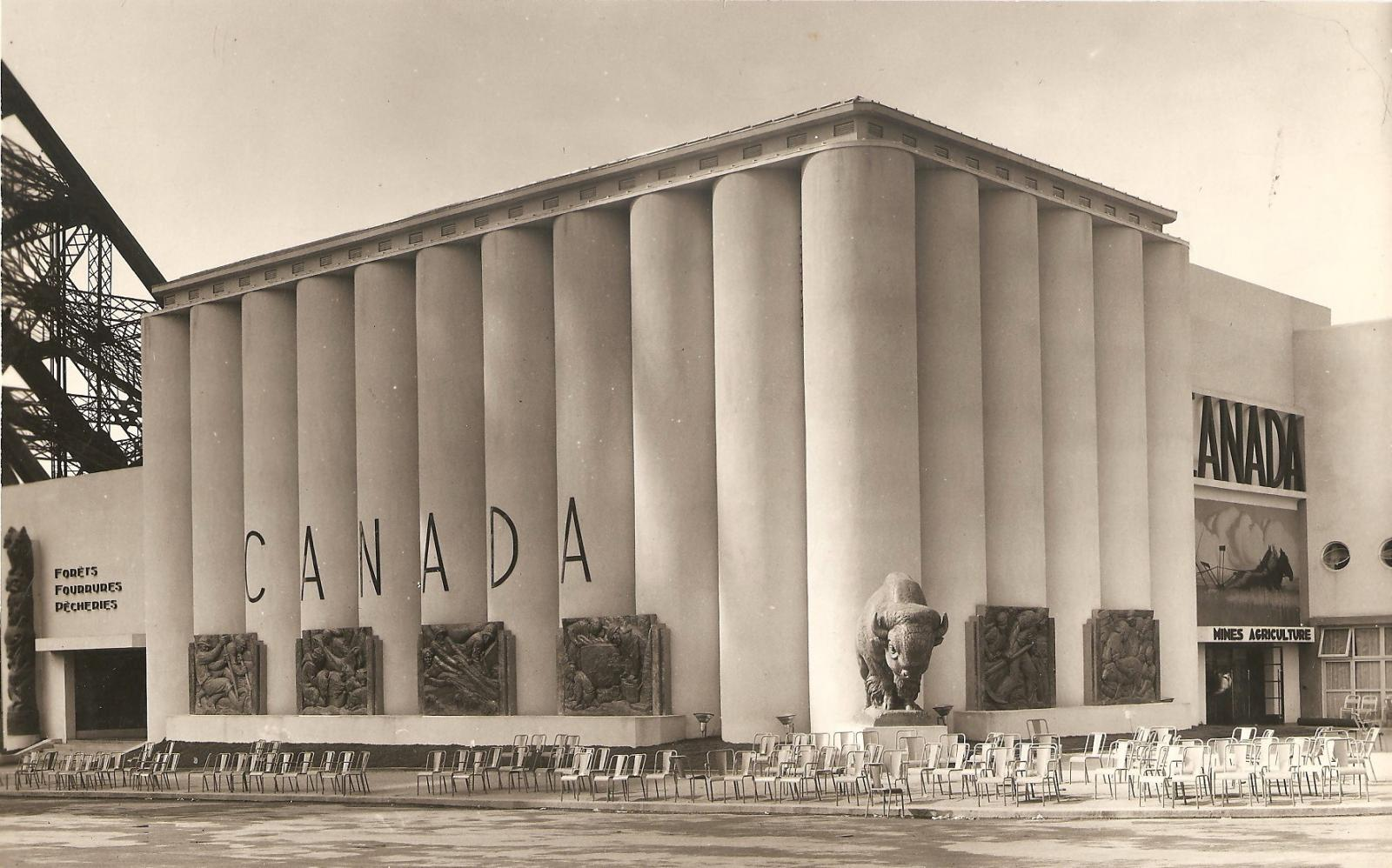
Pavillon du Canada en 1937.

En 1920, il va se perfectionner à l'Art Institute of Chicago. Pour réaliser un monument aux morts de la Grande Guerre commandé par la Ville de Longueuil, il s'inscrit, en 1923, à un atelier de l'École nationale supérieure des beaux-arts de Paris. Il est admis l'année suivante et reçoit une bourse du gouvernement du Québec de trois ans. En 1924, il remporte un concours pour l'érection d'un monument à Wilfrid Laurier à Ottawa. Il réalise par la suite d'autres monuments à Laurier à Montréal et Québec.
Pour le musée du Québec, il sculpte le tympan, les portes centrales et les bas-reliefs, entre 1928 et 1933. Il conçoit le pavillon du Canada à l'Exposition universelle de 1937 à Paris.
En 1939, en raison de la guerre, il s'installe à Montréal. Jusqu'en 1948, dans l'atelier de son oncle Joseph, il conçoit des monuments funéraires pour le cimetière Notre-Dame-des-Neiges. Il crée aussi des œuvres religieuses pour la basilique Sainte-Anne-de-Beaupré.
Sa sépulture est située dans le cimetière Notre-Dame-des-Neiges, à Montréal.

## Œuvres
- Monument de Marie de l'Incarnation, 1942, rue Donnacona , ville de Québec
- Monument de Wilfrid-Laurier, 1954, ville de Québec[8].

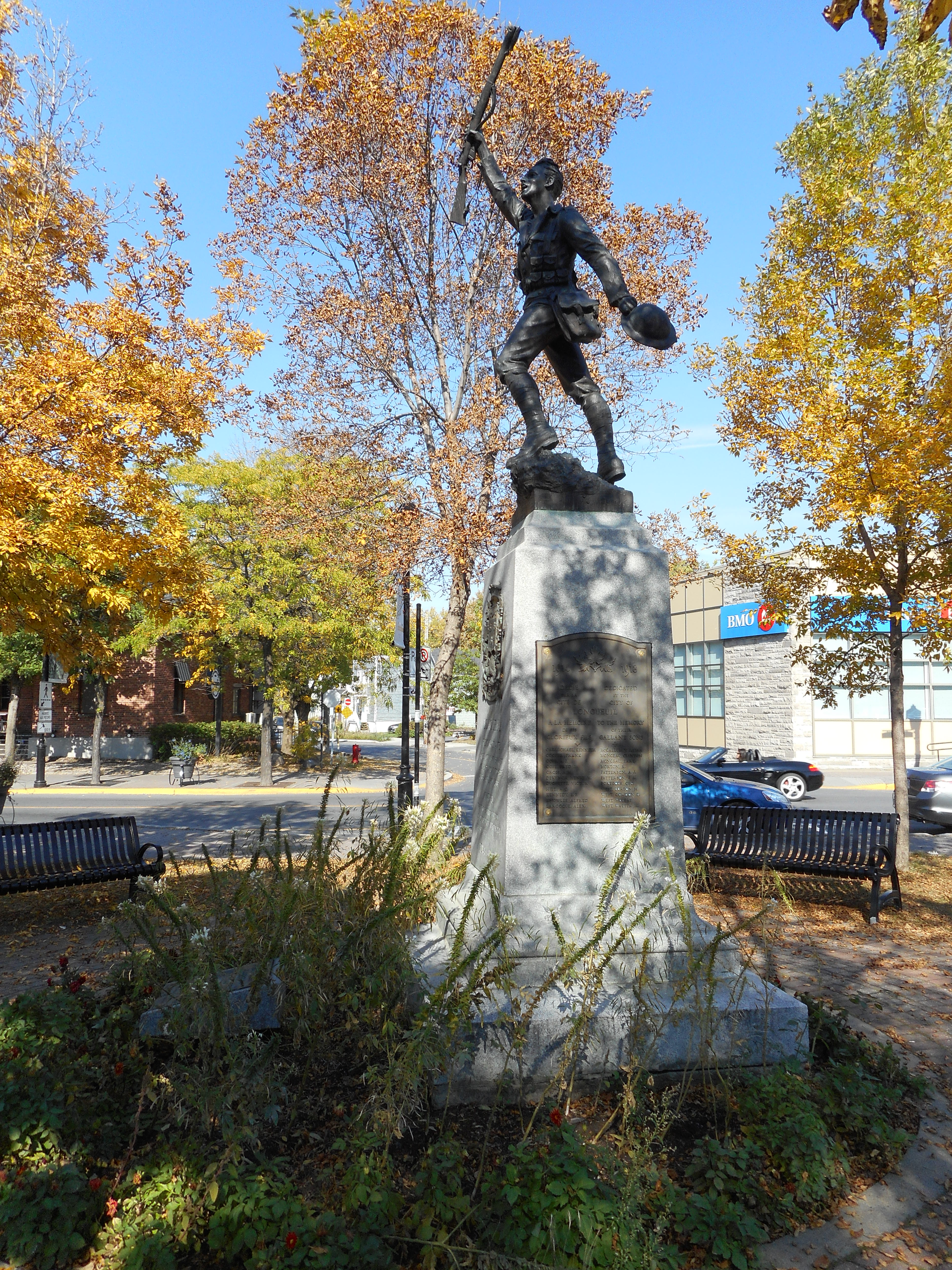
Monument aux Braves, Longueuil
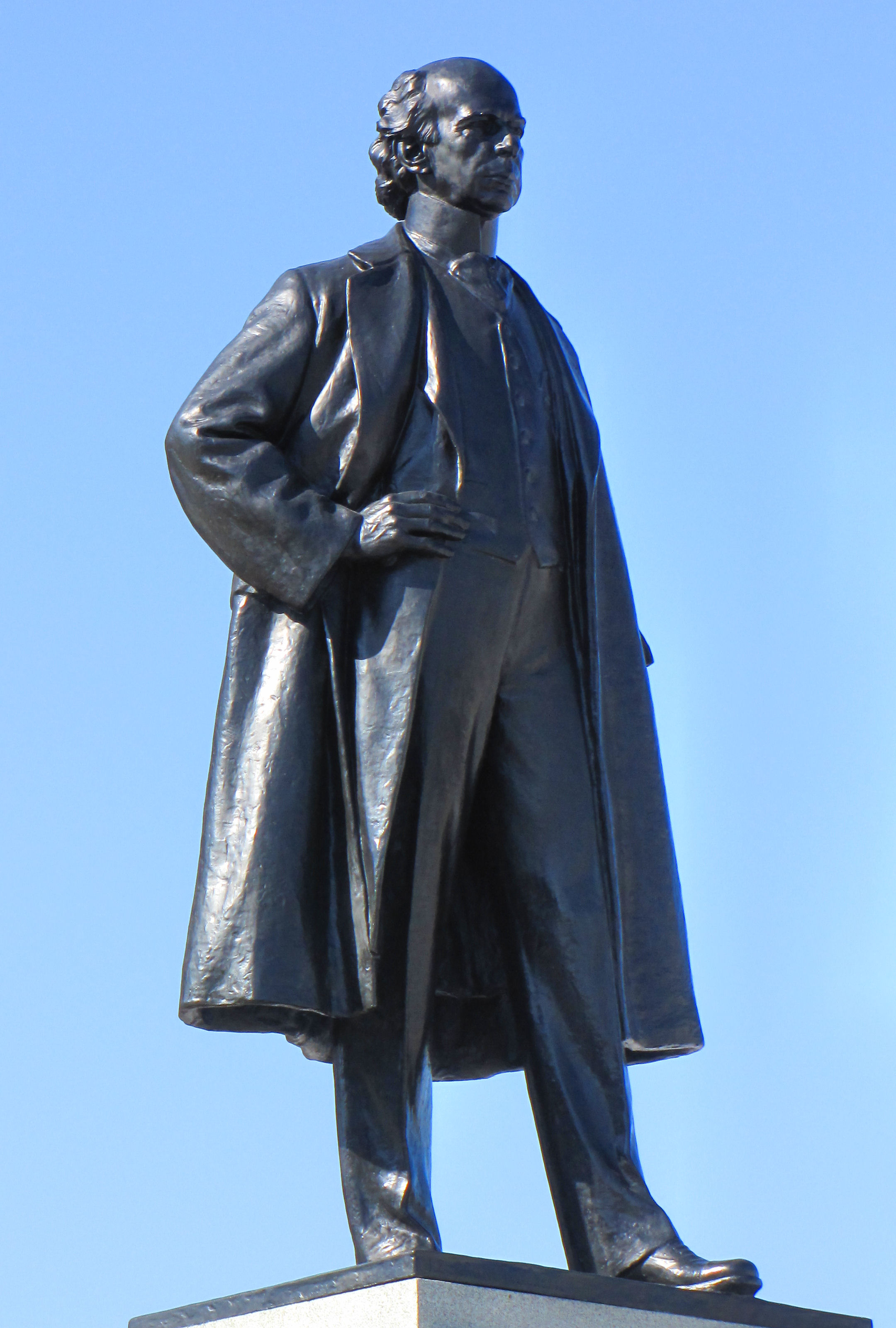
Monument à Laurier, Ottawa
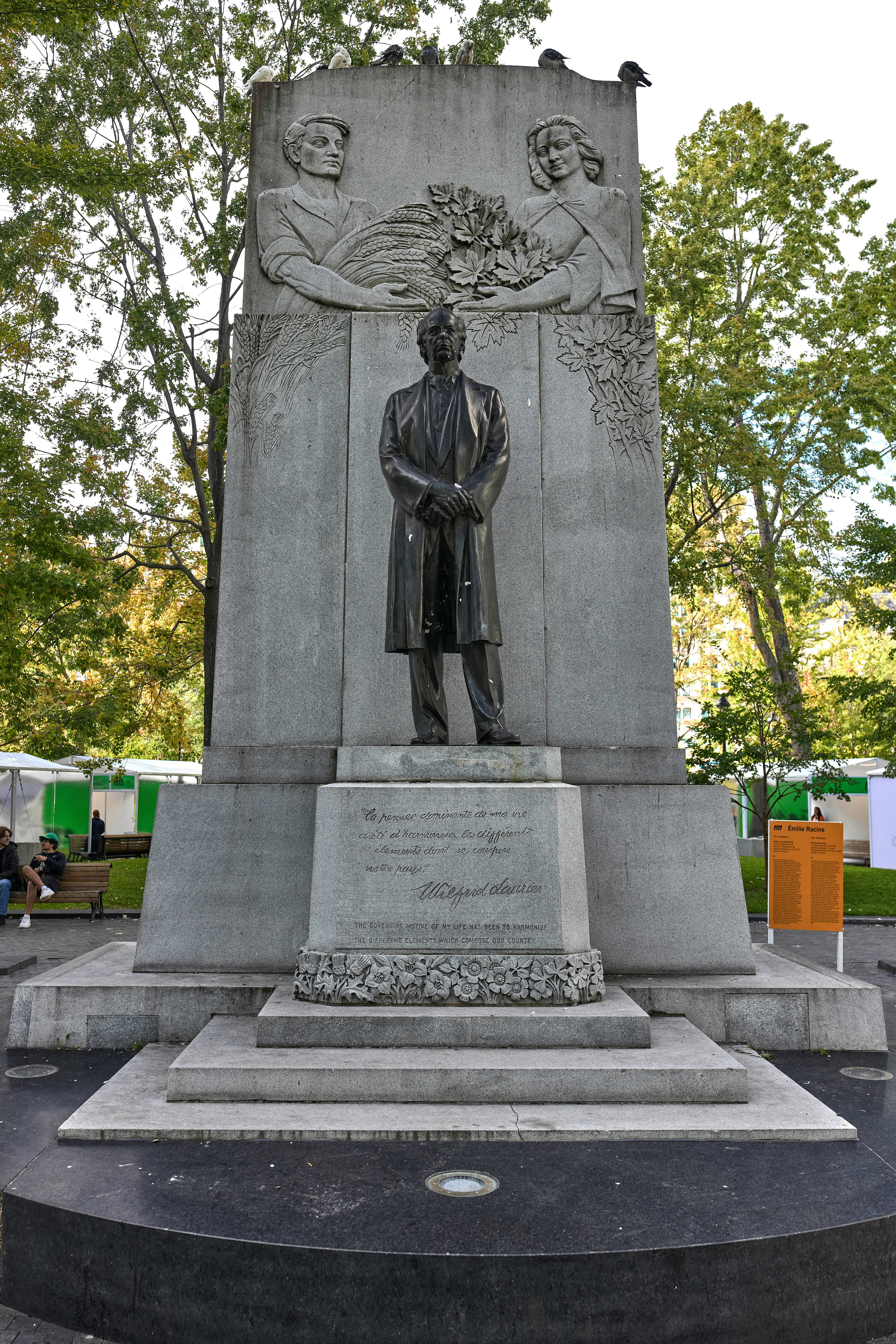
Monument à Laurier, Montréal
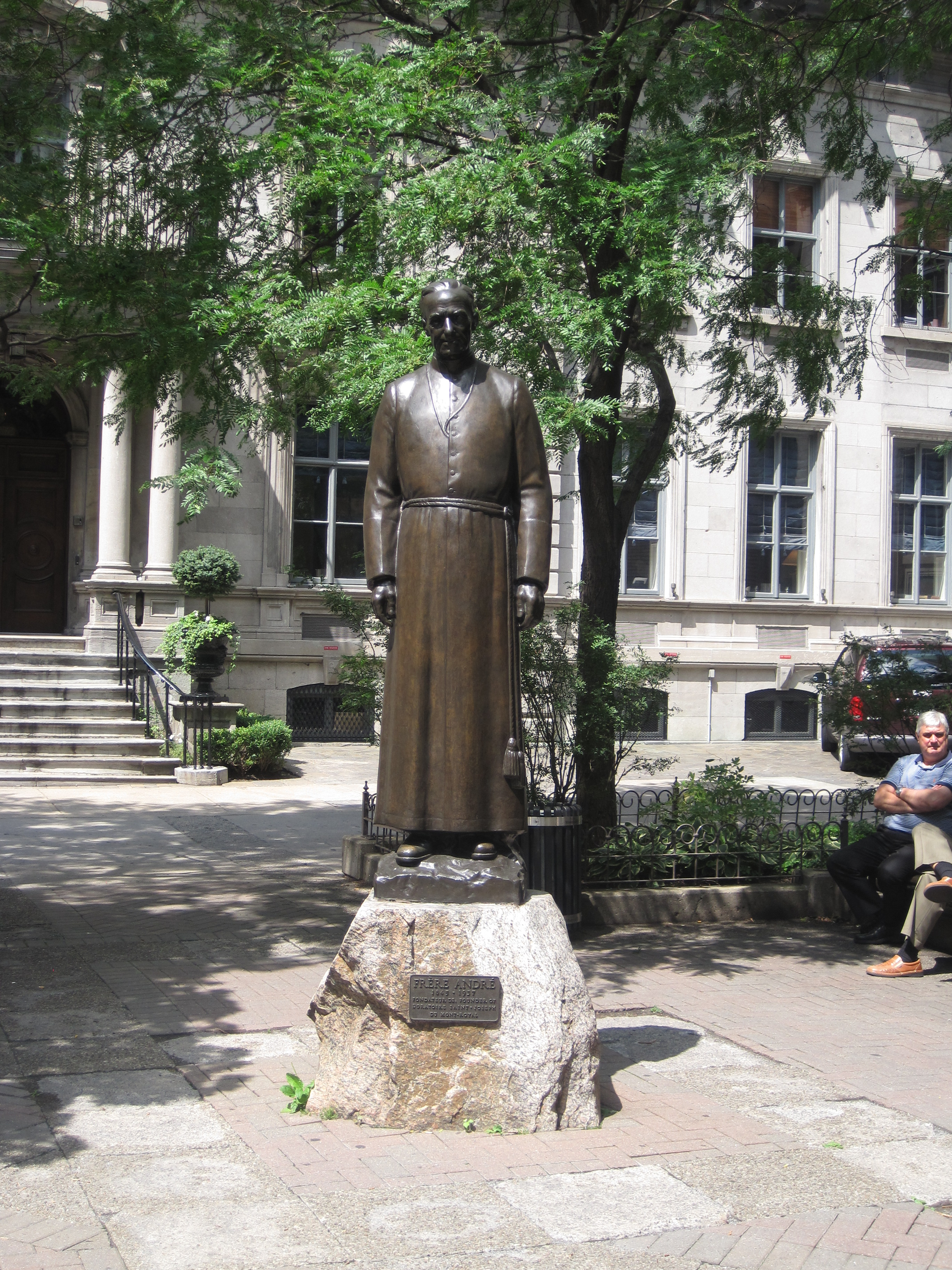
Statue du frère André à la place du Frère-André, Montréal
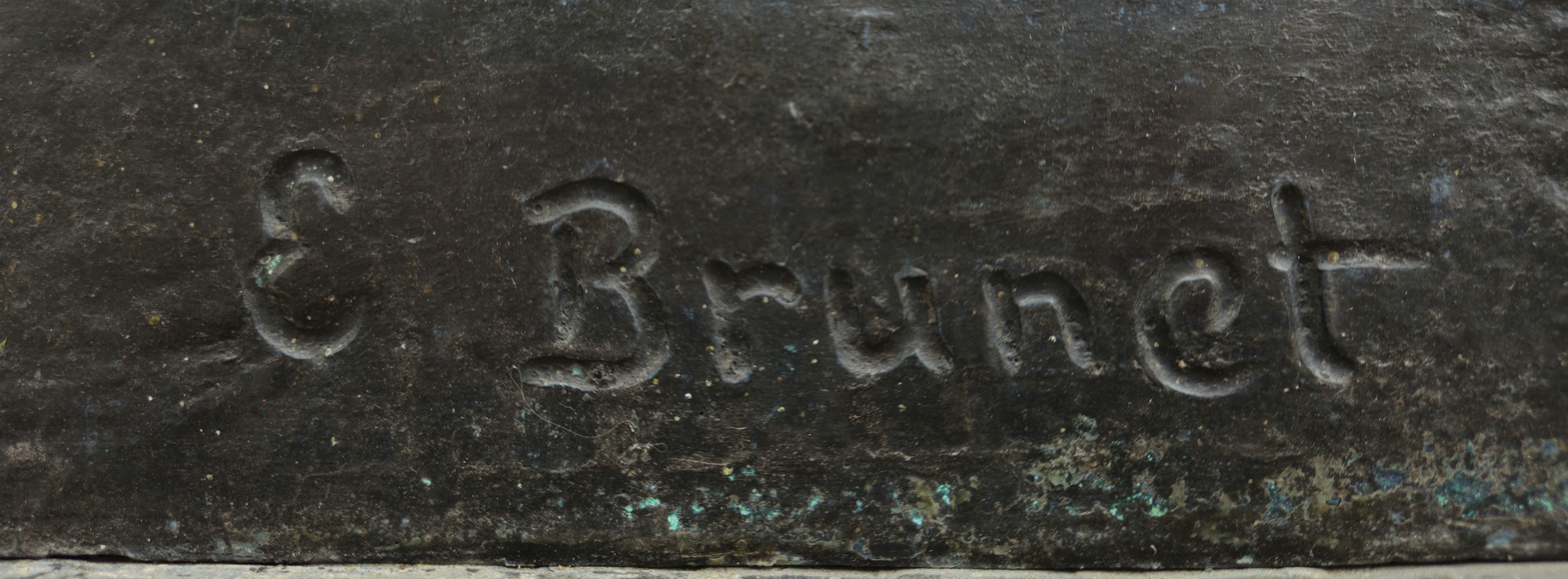
Monument Wilfrid Laurier, Québec
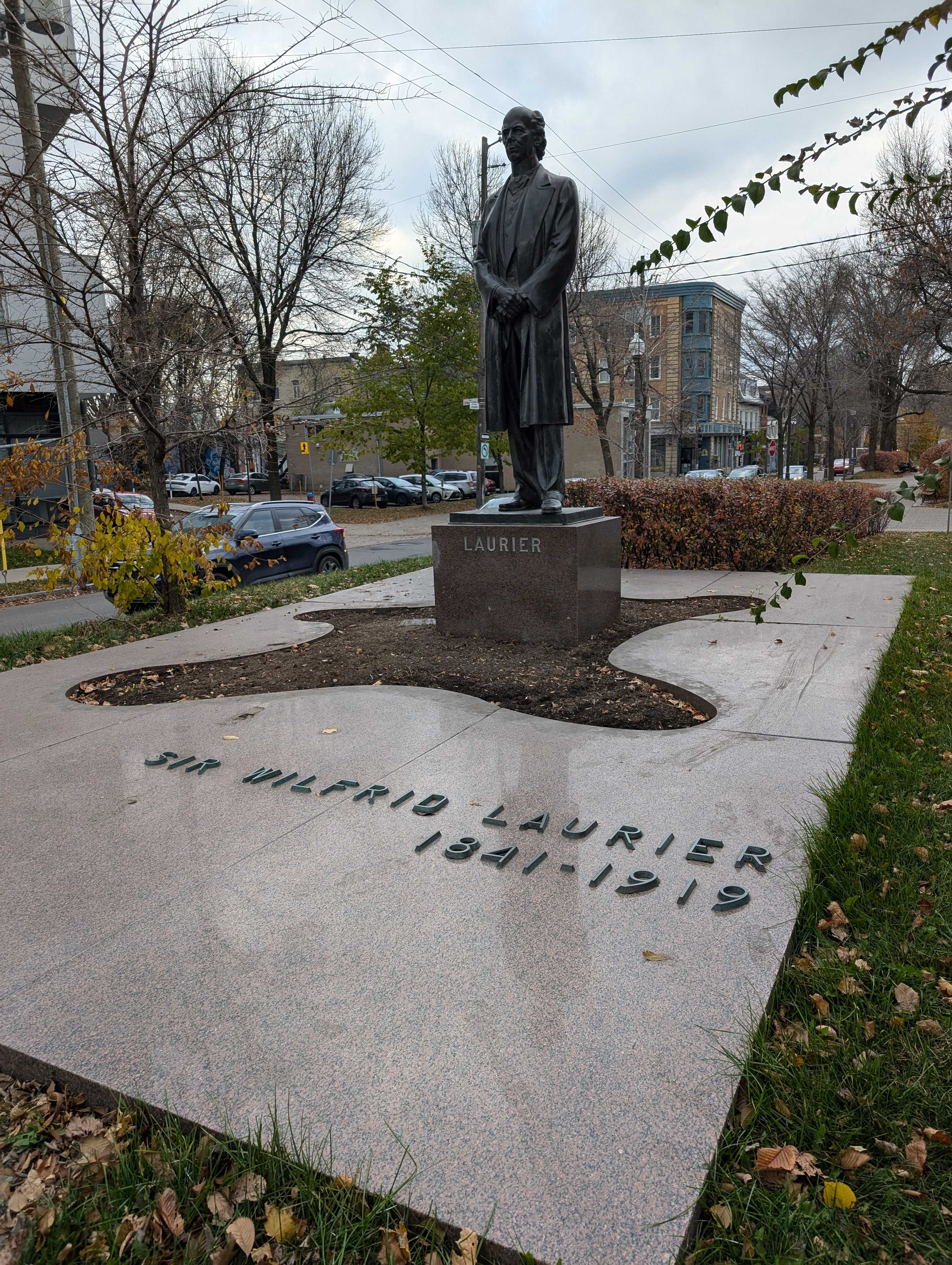
Sculpture d'Émile Brunet et André Gilbert située au Parc du boulevard Langelier à Québec

## Références

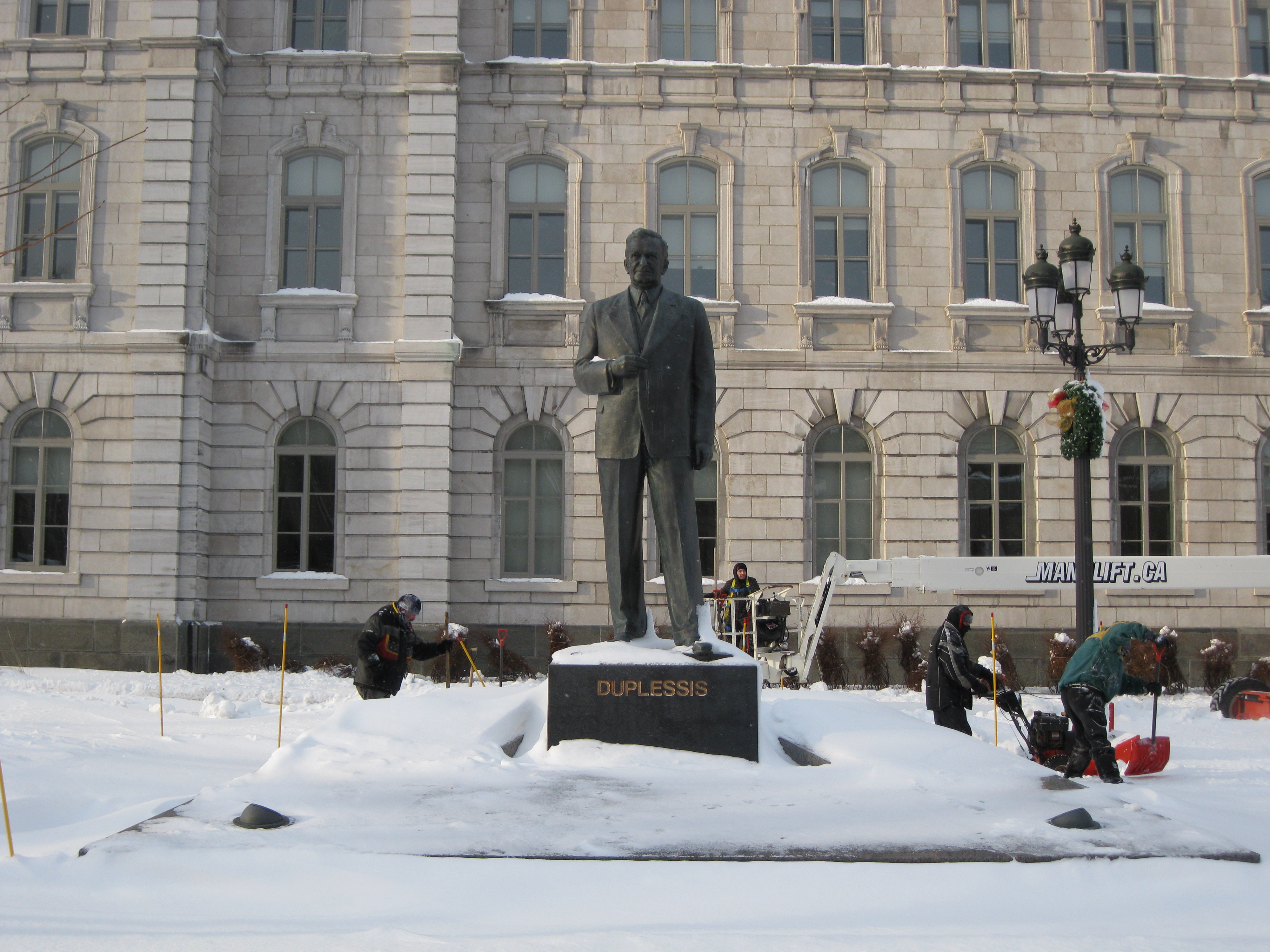
Monument de Maurice Duplessis devant l'Hôtel du Parlement de Québec